# Wereldkampioenschap voetbal vrouwen onder 17 - 2018
Het Wereldkampioenschap voetbal vrouwen onder 17 van 2018 zal de zesde editie zijn van het Wereldkampioenschap voetbal vrouwen onder 17. Het toernooi vond plaats van 13 november 2018 tot en met 1 december 2018 in Uruguay. De zittend wereldkampioen was Noord-Korea die twee jaar eerder Japan versloeg in de finale met 5-4 na strafschoppen.

## Gastland selectie
De FIFA maakte op 6 maart 2014 bekend dat het bidproces was begonnen voor het wk 2018. De landen die interesse hadden om het toernooi te willen organiseren moesten zich voor 31 oktober 2014 bij de FIFA melden. Alle documenten die nodig waren voor de verdere procedure moest uiterlijk 31 oktober 2014 binnen zijn.
Op 10 mei 2016 werd Uruguay officieel gekozen als organiserend land.

## Gekwalificeerde teams
Zestien landen namen deel aan het eindtoernooi.
| Confederatie                                   | Kwalficatietoernooi                                                  | Gekwalificeerde land(en)       |
| ---------------------------------------------- | -------------------------------------------------------------------- | ------------------------------ |
| AFC (Azië)                                     | Aziatisch voetbalkampioenschap voetbal vrouwen onder 16 - 2017       | Noord-Korea Zuid-Korea Japan   |
| CAF (Afrika)                                   | Kwalficatietoernooi Afrika 2018                                      | Kameroen Ghana Zuid-Afrika     |
| CONCACAF (Noord, Centraal-Amerika & Caribbean) | Noord-Amerikaans voetbalkampioenschap vrouwen onder 17 - 2018        | Canada Mexico Verenigde Staten |
| CONMEBOL (Zuid-Amerika)                        | Gastland                                                             | Uruguay                        |
| CONMEBOL (Zuid-Amerika)                        | Zuid-Amerikaans voetbalkampioenschap voetbal vrouwen onder 17 - 2018 | Brazilië Colombia              |
| OFC (Oceanië)                                  | Oceanisch voetbalkampioenschap voetbal vrouwen onder 16 - 2017       | Nieuw-Zeeland                  |
| UEFA (Europa)                                  | Europees kampioenschap voetbal vrouwen onder 17 - 2018               | Duitsland Spanje Finland       |

## Speelsteden
| Colonia del Sacramento           | Maldonado                | Montevideo         |
| -------------------------------- | ------------------------ | ------------------ |
| Estadio Profesor Alberto Suppici | Estadio Domingo Burgueño | Estadio Charrúa    |
| Capaciteit: 6.500                | Capaciteit: 22.000       | Capaciteit: 14.000 |
|                                  |                          |                    |

## Groepsfase
De loting voor de groepsfase vond plaats op 30 mei 2018 in het hoofdkantoor van de FIFA in Zürich.

### Groep A
| POS | Land          | M | W | G | V | DV | DT | DS | PT | Kwalificatie |
| --- | ------------- | - | - | - | - | -- | -- | -- | -- | ------------ |
| 1   | Ghana         | 3 | 3 | 0 | 0 | 10 | 1  | +9 | 9  | Kwartfinale  |
| 2   | Nieuw-Zeeland | 3 | 2 | 0 | 1 | 3  | 3  | 0  | 6  | Kwartfinale  |
| 3   | Finland       | 3 | 0 | 1 | 2 | 2  | 5  | -3 | 1  |              |
| 4   | Uruguay       | 3 | 0 | 1 | 2 | 2  | 8  | -6 | 1  |              |

### Groep B
| POS | Land        | M | W | G | V | DV | DT | DS | PT | Kwalificatie |
| --- | ----------- | - | - | - | - | -- | -- | -- | -- | ------------ |
| 1   | Japan       | 3 | 1 | 2 | 0 | 7  | 1  | +6 | 5  | Kwartfinale  |
| 2   | Mexico      | 3 | 1 | 2 | 0 | 2  | 1  | +1 | 5  | Kwartfinale  |
| 3   | Brazilië    | 3 | 1 | 1 | 1 | 4  | 2  | +2 | 4  |              |
| 4   | Zuid-Afrika | 3 | 0 | 1 | 2 | 1  | 10 | -9 | 1  |              |

### Groep C
| POS | Land             | M | W | G | V | DV | DT | DS | PT | Kwalificatie |
| --- | ---------------- | - | - | - | - | -- | -- | -- | -- | ------------ |
| 1   | Duitsland        | 3 | 2 | 0 | 1 | 8  | 2  | +6 | 6  | Kwartfinale  |
| 2   | Noord-Korea      | 3 | 2 | 0 | 1 | 6  | 5  | +1 | 6  | Kwartfinale  |
| 3   | Kameroen         | 3 | 1 | 0 | 2 | 2  | 5  | -3 | 3  |              |
| 4   | Verenigde Staten | 3 | 1 | 0 | 2 | 3  | 7  | -4 | 3  |              |

### Groep D
| POS | Land       | M | W | G | V | DV | DT | DS | PT | Kwalificatie |
| --- | ---------- | - | - | - | - | -- | -- | -- | -- | ------------ |
| 1   | Spanje     | 3 | 2 | 1 | 0 | 10 | 1  | +9 | 7  | Kwartfinale  |
| 2   | Canada     | 3 | 2 | 0 | 1 | 5  | 5  | 0  | 6  | Kwartfinale  |
| 3   | Colombia   | 3 | 0 | 2 | 1 | 2  | 5  | -3 | 2  |              |
| 4   | Zuid-Korea | 3 | 0 | 1 | 2 | 1  | 7  | -6 | 1  |              |

## Eindfase

### Kwartfinales
|                        |                                   |     |                                              | |
| 28 november 2018 14:00 | Spanje                            | 1–1 | Noord-Korea                                  | Estadio Profesor Alberto Suppici, Colonia del Sacramento Toeschouwers: 675 Scheidsrechter: Hongarije Katalin Kulcsár |
| 28 november 2018 14:00 | Pina 72'                          |     | Kim Kyong-yong 74'                           | Estadio Profesor Alberto Suppici, Colonia del Sacramento Toeschouwers: 675 Scheidsrechter: Hongarije Katalin Kulcsár |
| 28 november 2018 14:00 | Strafschoppen                     |     |                                              | Estadio Profesor Alberto Suppici, Colonia del Sacramento Toeschouwers: 675 Scheidsrechter: Hongarije Katalin Kulcsár |
| 28 november 2018 14:00 | Hernández I. López Navarro Nevado | 3–1 | Kim Yun-ok Ri Su-gyong Ri Sin-ok Choe Kum-ok | Estadio Profesor Alberto Suppici, Colonia del Sacramento Toeschouwers: 675 Scheidsrechter: Hongarije Katalin Kulcsár |

|                        |                                            |     |                                   | |
| 24 november 2018 17:00 | Japan                                      | 1–1 | Nieuw-Zeeland                     | Estadio Profesor Alberto Suppici, Colonia del Sacramento Toeschouwers: 477 Scheidsrechter: Ekaterina Koroleva ( Verenigde Staten) |
| 24 november 2018 17:00 | Mackay-Wright 31' (e.d.)                   |     | Abbott 17'                        | Estadio Profesor Alberto Suppici, Colonia del Sacramento Toeschouwers: 477 Scheidsrechter: Ekaterina Koroleva ( Verenigde Staten) |
| 24 november 2018 17:00 | Strafschoppen                              |     |                                   | Estadio Profesor Alberto Suppici, Colonia del Sacramento Toeschouwers: 477 Scheidsrechter: Ekaterina Koroleva ( Verenigde Staten) |
| 24 november 2018 17:00 | Matsuda Kinoshita Tomioka Kamiya Yoshizumi | 3–4 | Hahn Wisnewski Brown Stewart Leat | Estadio Profesor Alberto Suppici, Colonia del Sacramento Toeschouwers: 477 Scheidsrechter: Ekaterina Koroleva ( Verenigde Staten) |

|                        |                               |     |                              |                                                                                       |
| 25 november 2018 16:00 | Ghana                         | 2–2 | Mexico                       | Estadio Charrúa, Montevideo Toeschouwers: 477 Scheidsrechter: Maria Carvajal ( Chili) |
| 25 november 2018 16:00 | Abdulai 46' Teye 75'          |     | Pérez 61' (pen.), 82'        | Estadio Charrúa, Montevideo Toeschouwers: 477 Scheidsrechter: Maria Carvajal ( Chili) |
| 25 november 2018 16:00 | Strafschoppen                 |     |                              | Estadio Charrúa, Montevideo Toeschouwers: 477 Scheidsrechter: Maria Carvajal ( Chili) |
| 25 november 2018 16:00 | Abdulai Tweneboaa Teye Oppong | 2–4 | Pérez Flores Mauleón Peralta | Estadio Charrúa, Montevideo Toeschouwers: 477 Scheidsrechter: Maria Carvajal ( Chili) |

|                        |           |             |        |                                                                                           |
| 25 november 2018 19:00 | Duitsland | 0–1         | Canada | Estadio Charrúa, Montevideo Toeschouwers: 719 Scheidsrechter: Salima Mukansanga ( Rwanda) |
| 25 november 2018 19:00 |           | Huitema 83' |        | Estadio Charrúa, Montevideo Toeschouwers: 719 Scheidsrechter: Salima Mukansanga ( Rwanda) |

### Halve finales
|                        |               |                       |        |                                                                                          |
| 28 november 2018 16:00 | Nieuw-Zeeland | 0–2                   | Spanje | Estadio Charrúa, Montevideo Toeschouwers: 369 Scheidsrechter: Yoshimi Yamashita ( Japan) |
| 28 november 2018 16:00 |               | Pina 39' I. López 48' |        | Estadio Charrúa, Montevideo Toeschouwers: 369 Scheidsrechter: Yoshimi Yamashita ( Japan) |

|                        |                  |              |        |                                                                                                 |
| 28 november 2018 19:00 | Mexico           | 1–0          | Canada | Estadio Charrúa, Montevideo Toeschouwers: 628 Scheidsrechter: Anastasia Pustovoytova ( Rusland) |
| 28 november 2018 19:00 | Pérez 25' (pen.) | Externe link |        | Estadio Charrúa, Montevideo Toeschouwers: 628 Scheidsrechter: Anastasia Pustovoytova ( Rusland) |

### Kleine finale
|                       |                   |     |                |                                                                                           |
| 1 december 2018 16:00 | Nieuw-Zeeland     | 2-1 | Canada         | Estadio Charrúa, Montevideo Toeschouwers: 1.328 Scheidsrechter: Riem Hussein ( Duitsland) |
| 1 december 2018 16:00 | Wisnewski 1', 13' |     | Kazandjian 64' | Estadio Charrúa, Montevideo Toeschouwers: 1.328 Scheidsrechter: Riem Hussein ( Duitsland) |

### Finale
|                       |               |     |            |                                                                                                 |
| 1 december 2018 19:00 | Spanje        | 2-1 | Mexico     | Estadio Charrúa, Montevideo Toeschouwers: 5,488 Scheidsrechter: Marie-Soleil Beaudoin ( Canada) |
| 1 december 2018 19:00 | Pina 16', 26' |     | Castro 29' | Estadio Charrúa, Montevideo Toeschouwers: 5,488 Scheidsrechter: Marie-Soleil Beaudoin ( Canada) |